# M24 SWS
M24 SWS(영어: M24 Sniper Weapon System)는 볼트 액션식의 저격총으로, 군대와 경찰판 레밍턴 700이다. M21의 뒤를 이어 1988년, 미육군과 이스라엘 방위군에 채용되었다. 미해병대는 이미 1960년대부터 같은 레밍턴 M700을 기초로 한 M40을 표준 저격총으로서 쓰고 있다.
개머리판은 HS Precision형으로, 최대 2.7 인치 (69mm)까지 어깨받이를 조절할 수 있다. 총열은 11.2 인치(284 mm)에 1회, 5선, 프리-플로팅이다.
총몸은 에폭시 섬유를 섞은 케블라, 흑연, 유리섬유가 사용되어 금속 마감으로 처리되어있다. 총열과 총몸을 연결하는 부분과 조절 가능한 개머리판의 나사는 알루미늄으로 이루어져 있다. 양각대를 부착할 수 있으며
레오폴드&스티븐스의 M3 조준경을 사용하고 때에 따라선 탈착가능한 기계식 조준기(레드필드 팔머 인터내셔널)로 대체할 수 있다.

## 개발
M24의 개발은 미군이 저격수를 다시 양성하기로 결정함에 따라 B4 아이덴파이어 등급을 받은 저격수와 이들을 교육하는 학교에 교부되는 등 22개월의 짧은 시간을 거쳐 완료되었다. 이전 미군의 주력 저격소총은 M21 SWS이었고 처음 주문한 만 정의 M24 SWS는 M21 SWS의 수에 크게 미치지 못하는 수량이었다. 이렇게 빠르게 개발을 마친 뒤 양산에 들어가야 했던 상황에서 롱 액션 방식의 저격소총을 개발하게 되었다. 처음에는 위력이 부족하다고 보고 .300 윈체스터 매그넘 탄환이나 현재 M24 SWS에 사용되는 7.62 × 51 mm NATO 탄과 다른 .30-06 탄환이라는 변형 규격을 만들어 사용하려 했으나, 하나의 총기를 개발하고 운용하기 위해 새로운 탄환을 개발하는 것이 보급에 있어 적절치 않다고 보고 7.62 × 51 mm NATO탄 규격으로 개발된다. 하지만 개발진의 시도는 여기서 그치지 않고 양산 이후에도 모든 총기를 개조할 수 있게 하여 .30-06 탄환을 적용하려 했으나 결국 실현되지 않았다.

## 파생형

### M24A2
레밍턴에서 M24를 개량하여 M24A2를 내놓았다. 10발 들이의 탈착식 탄창, 양면과 윗면에 피카티니 레일이 부착되었다(레밍턴에서는 이를 모듈러 엑세서리 레일 시스템(Modular Accessory Rail System; MARS)이라 선전하였다).
개머리판 부분 역시 개량되어, 뺨을 대는 부분의 높이를 조정할 수 있게 하였다. 총열은 소음기를 달 수 있도록 재설계되었다.
M24A2형은 2006년 2월 시험에 들어갔다.
기존의 M24를 M24A2로 바꾸려면, 몸체를 교체하고 탄창급탄기구를 설치하고 리시버 상부에 MARS레일을 장착하면 된다.

### M24A3
레밍턴에서 개발하였으며 장거리 저격을 위해 .338 라푸아 매그넘 탄약을 사용한다.

## 제원
- M24
  - 구경: 7.62 NATO & 300 Win Mag
  - 주간 유효사거리: 800 m
  - 야간 유효사거리: 300+ m
  - 스코프: Leupold M3A 10X42mm Power fixed
- M24A2
  - 구경: 7.62 NATO & 300 Win Mag
  - 주간 유효사거리: 800 m
  - 야간 유효사거리: 500+ m
  - 스코프: Leupold Mark 4 M3LR/T, 3.5-10 Power variable
  - 소음기 장착가능
  - 10발 탄창
  - 민수용으로는 Remington 700 USR (Urban Sniper Rifle)이 있음.
  - 외부 링크의 유튜브 동영상 참조.
- M24A3
  - 구경: .338 Lapua Magnum
  - 주간 유효사거리: 1,500 m
  - 야간 유효사거리: 500+ m
  - 스코프: Leupold Mark 4 M1LR/T, 8.5-25X50mm Power variable
  - 소음기 장착가능
  - 10발 탄창
  - 실탄 구경을 바꿔서, 장거리 사격용으로 개조한 버전.

## 대중 문화

### 게임
- 배틀그라운드 (비디오 게임), 배틀그라운드 모바일, 배틀그라운드: 뉴 스테이트에서 7.62mm 탄을 사용하는 저격소총 M24로 등장한다.
- 콜 오브 듀티: 모바일에서 지정사수 소총 M24로 등장한다.

## 참고 자료
- Ewing, Melvin (2020년 4월 2일). “U.S. ARMY M24 RIFLE”. 《SNIPER CENTRAL》. 2020년 9월 19일에 확인함.

## 사진

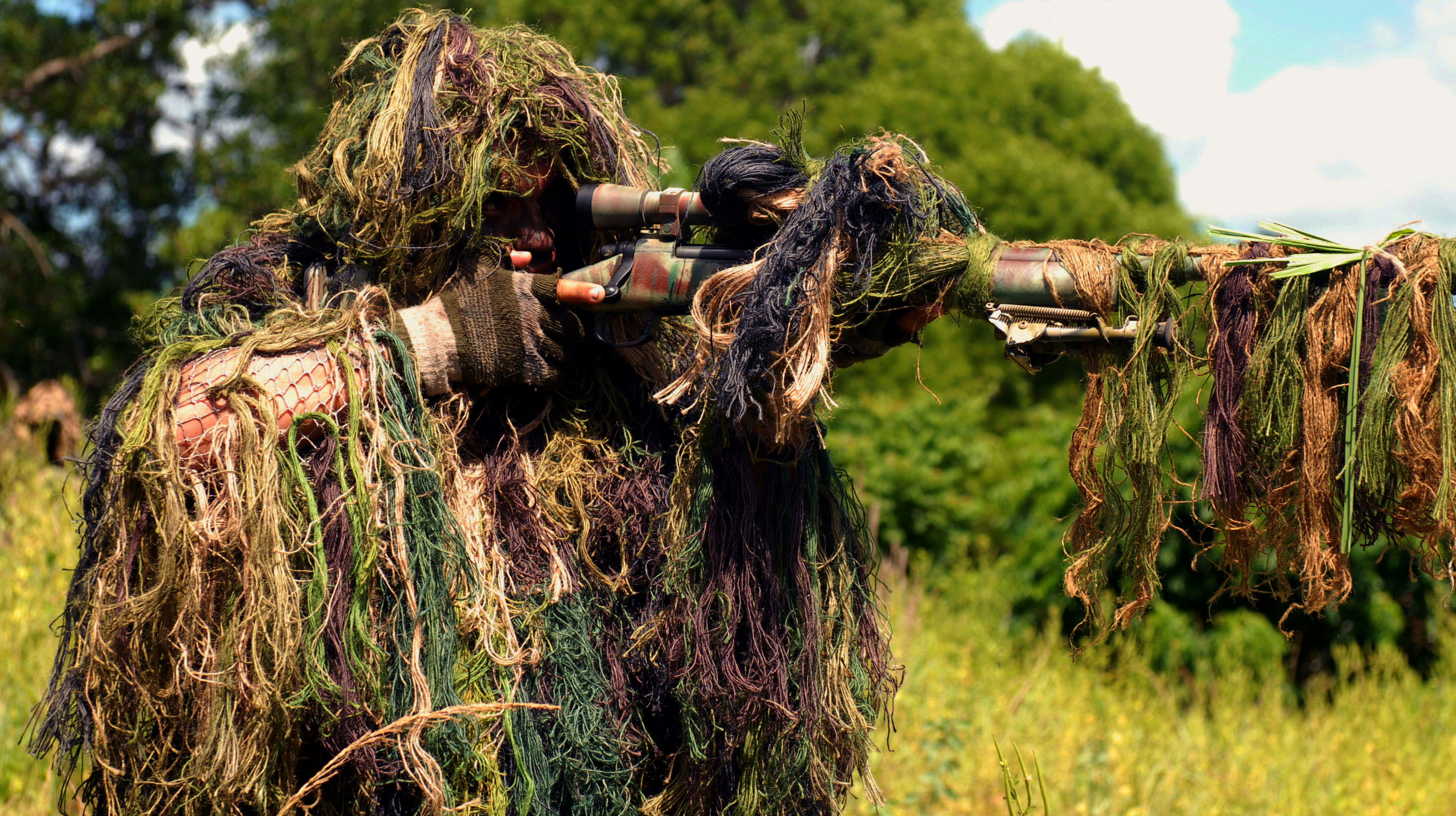
길리 슈트를 착용하고서, M24를 들고 있는 브라질 특수 부대 저격수
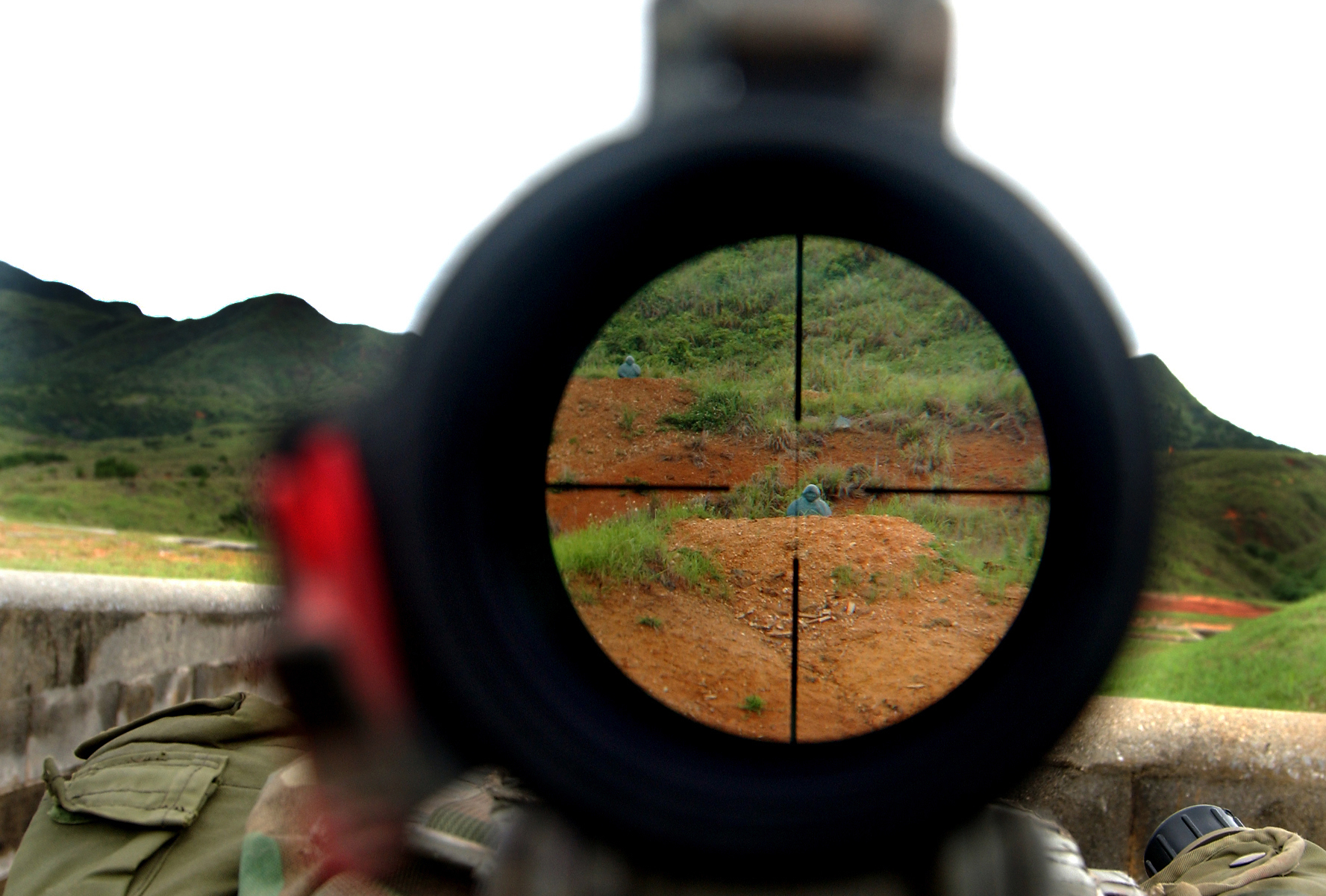
M24의 망원 조준경
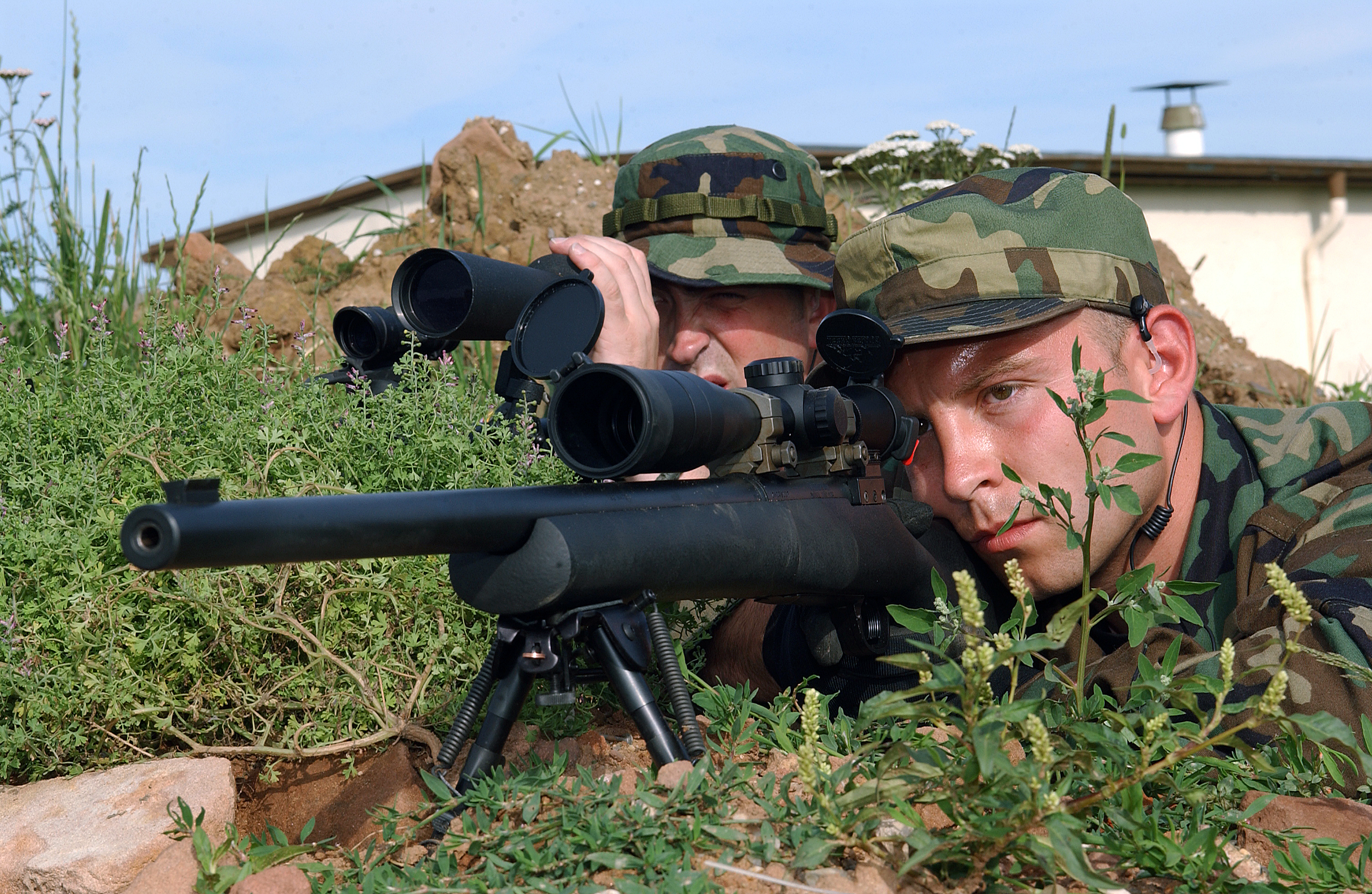
미공군 저격수와 감적수. 미군은 저격수 팀을 저격수와 감적수 2인 1팀으로 운영한다. 이는 대체로 세계 공통이다.
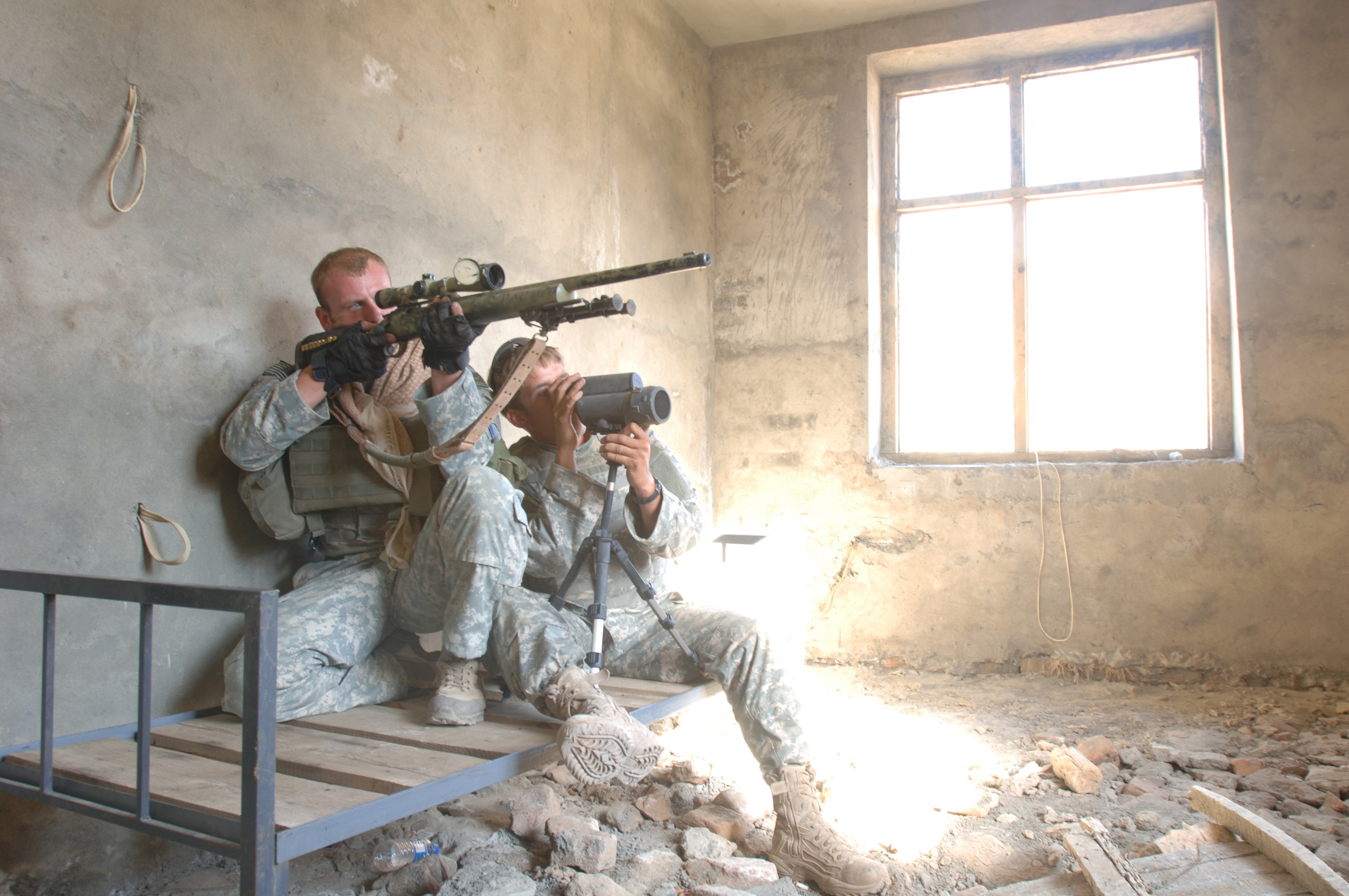
아프가니스탄에서 작전중인 미육군 저격수와 감적수

## 같이 보기
- 저격
- 저격소총